# Кумов, Андрей Николаевич
Андрей Николаевич Кумов (род. 16 июля 1964 года) — российский военнослужащий, офицер Управления «А» («Альфа») ЦСН ФСБ России, полковник, принимавший участие в освобождении заложников во время теракта в Беслане. Герой Российской Федерации.

## Биография
Андрей Кумов родился 16 июля 1964 года.
3 сентября 2004 года полковник Кумов участвовал в операции по освобождению заложников в Беслане в составе спецподразделения «Альфа». В ходе операции подразделения Центра специального назначения ФСБ РФ понесли большие и невиданные ранее потери в связи с необходимостью прикрывать эвакуацию заложников из здания школы. Андрей Николаевич, спасая детей, также получил тяжёлое ранение. 
Указом Президента Российской Федерации от 5 мая 2005 года за мужество и героизм, проявленные при выполнении специального задания, полковнику Андрею Николаевичу Кумову было присвоено звание Героя Российской Федерации с вручением медали «Золотая Звезда».  

## Награды и звания
- Герой Российской Федерации (5 мая 2005 года)[2];
- Орден «За заслуги перед Отечеством» IV степени с мечами[2];
- Орден Мужества[3];
- Орден «За военные заслуги»[2];
- Орден Красной Звезды[2];
- Медаль ордена «За заслуги перед Отечеством» I степени с мечами[2];
- Медаль ордена «За заслуги перед Отечеством» II степени с мечами[2];
- Две медали «За отвагу»[2];
- Медаль Суворова[2];
- Орден Дмитрия Донского 3 степени (РПЦ)[4].